# オミ川
オミ川（オミがわ、Омь, Om'）は西シベリア平原の南部を流れるロシア連邦の川。オビ川水系エルティシ川の支流である。
ヴァシュガン平野の南東部に発し、ノヴォシビルスク州とオムスク州を流れ、オムスク付近でエルティシ川に合流する。長さは1,091m。流域面積は52,400km2。平均流量64m3/秒、最大流量814m3/秒。10月末から5月はじめまで凍結する。
「オミ」という名はテュルク系の言語で「静かな」という意味である。
流域の都市に、バラビンスク、カラチンスク、クイビシェフ、オムスクなどがある。